# Castello di Noisy
Il castello di Noisy (in francese château de Noisy), noto anche come castello di Miranda era un maniero neogotico situato in località Celles, presso la municipalità di Houyet, nella provincia di Namur, in Belgio.
L'edificio era in stato di abbandono dal 1990 e per la sua particolare condizione spettrale fu meta di turismo e luogo di riprese cinematografiche spettacolari. Secondo una classificazione svizzera risultava essere iscritto nella lista dei più bei luoghi dimenticati del mondo.
Nell'agosto del 2017 un vasto incendio ha interessato il corpo principale del castello danneggiandolo gravemente. A seguito di questo episodio nel novembre dello stesso anno, il proprietario decise di far demolire anche la parte superstite dell'edificio.

## Storia

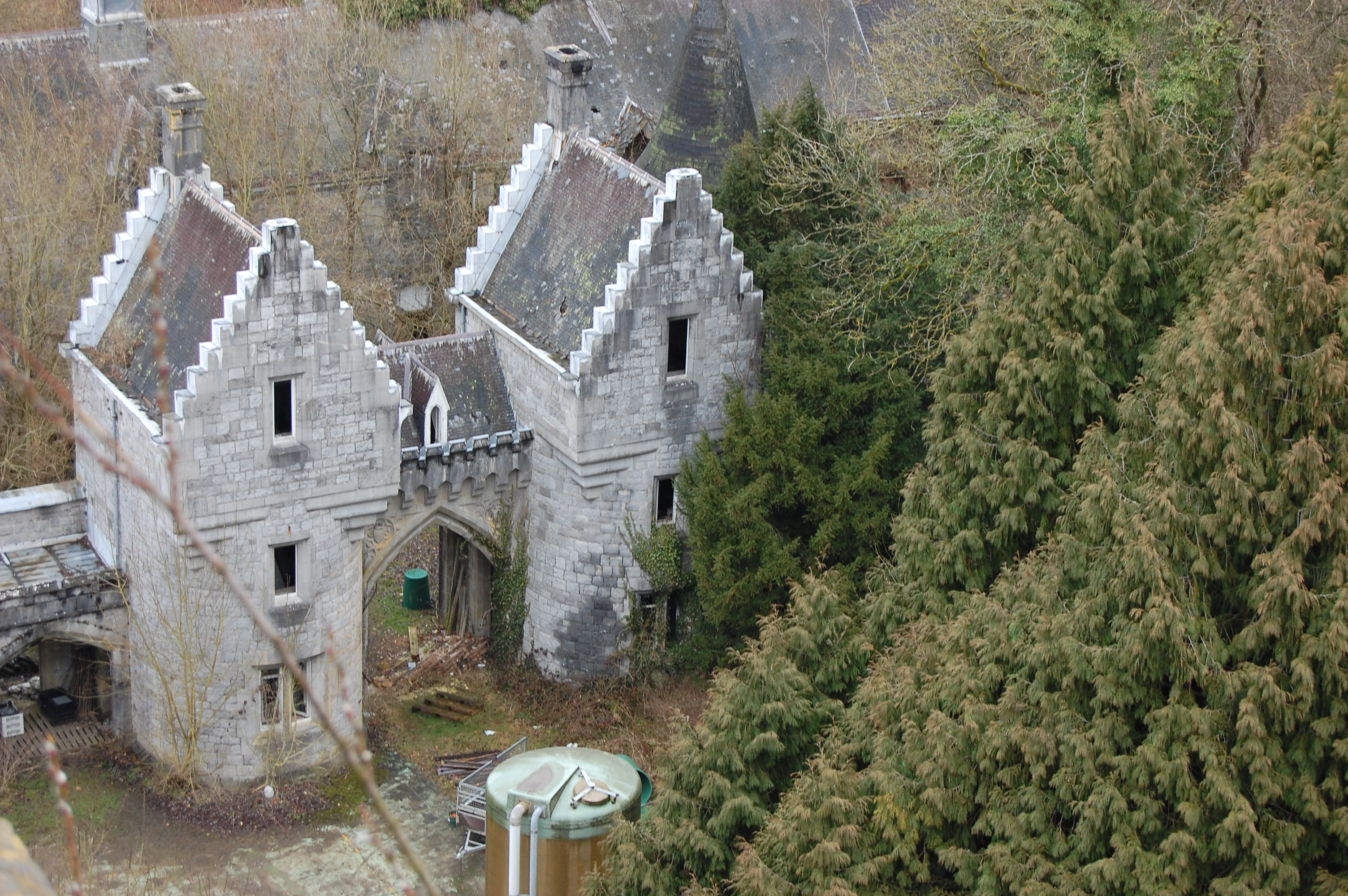
Il portale d'ingresso.

All'epoca della Rivoluzione francese i membri della famiglia dei conti di Liedekerke-Beaufort furono cacciati dalla loro residenza denominata Château de Vêves e si rifugiarono in una fattoria nella campagna di Celles, vicino alla città di Namur. Nel corso dell'Ottocento fecero trasformare la vecchia fattoria in castello secondo il progetto dell'architetto inglese Edward Milner. 
Tra il 1902 e il 1907 un ulteriore rimaneggiamento, su progetto dell'architetto francese Pelchner, dotò il castello della torre centrale e divenne da allora la residenza estiva 
della famiglia Liedekerke-Beaufort.
Durante il secondo conflitto mondiale l'intera proprietà fu requisita dalle alte cariche delle truppe tedesche di stanza a Namur e nel 1950 gli eredi della famiglia Liedekerke-Beaufort concessero l'edificio in comodato d'uso alla società ferroviaria belga SNCB/NMBS che ne fece per lungo tempo un centro estivo per i figli dei ferrovieri.
Dopo cinquantanni di utilizzo l'edificio venne abbandonato nel 1990 a seguito di un primo incendio e di muffe infestanti persistenti, da allora il castello era divenuto meta di turisti e appassionati ma anche luogo di riprese cinematografiche del film Dead Man Talking nel 2012.
Nel corso del 2013 il proprietario presentò una domanda alle autorità locali per demolire l'edificio in ragione del rischio per la sicurezza dei visitatori. Tuttavia il Governo belga nel febbraio del 2014 propose di iscrivere l'edificio nella lista dei monumenti nazionali da salvaguardare ma nel settembre dello stesso anno il ministro Maxime Prévot decise di non classificarlo tra i monumenti di interesse storico-artistico. A tal punto i proprietari attesero per un po' di tempo l'eventuale interesse di qualche investitore per avviare una radicale ristrutturazione, la cui stima sarebbe ammontata a circa venti milioni di Euro o forse anche oltre, secondo un gruppo immobiliare che manifestò inizialmente l'intenzione di trasformarlo in un albergo.
A seguito del rovinoso incendio che lo distrusse quasi del tutto il 3 agosto del 2017, si levarono numerose proteste della popolazione locale, richieste e ipotesi per il suo riutilizzo. Tuttavia il proprietario, che già aveva ottenuto l'autorizzazione per demolirlo dalla municipalità di Houyet, il 15 novembre successivo fece intervenire un'azienda specializzata che iniziò le operazioni di demolizione e smaltimento delle macerie che durarono circa una settimana..

## Descrizione
Fino all'incendio dell'agosto del 2017 era ancora ben percepibile la morfologia dell'intero edificio in stile neogotico, dotato di una grande torre centrale e di diverse ali intervallate da torrette e bovindi. Gli interni presentavano ancora in parte delle apprezzabili volte a crociera, un ampio scalone e delle ampie vetrate. La struttura era circondata da un vasto giardino con un viale d'accesso molto sontuoso.

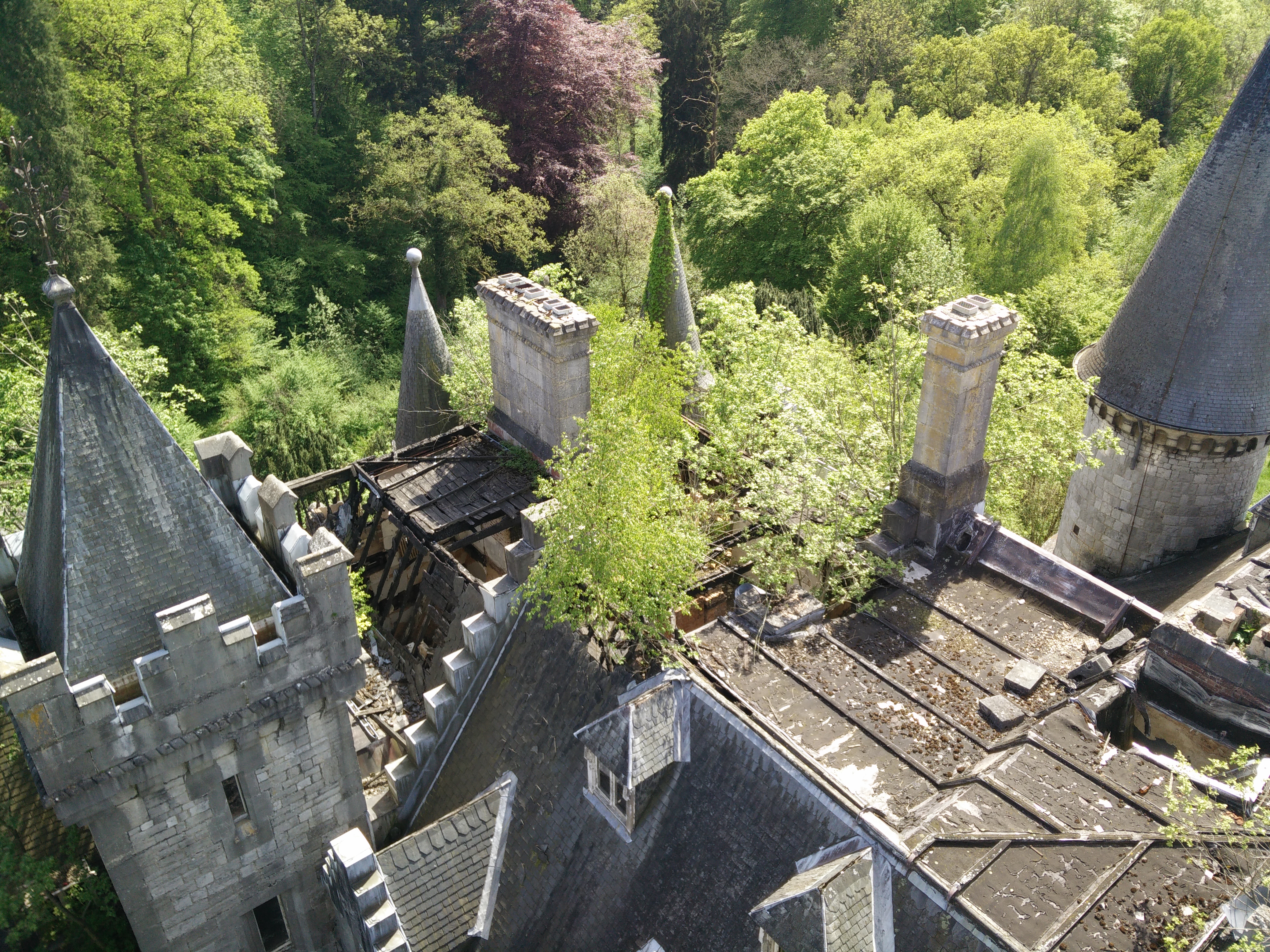
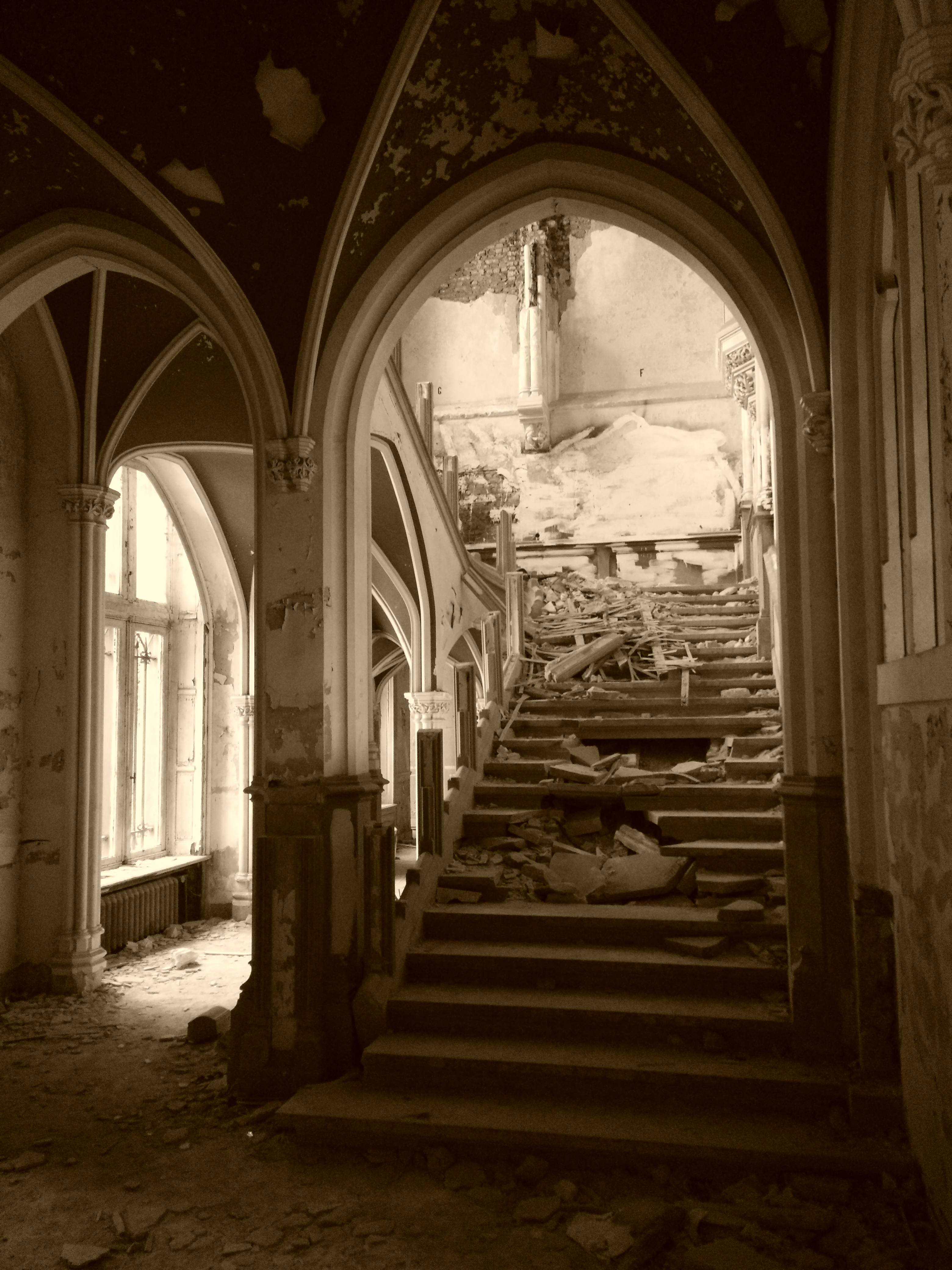
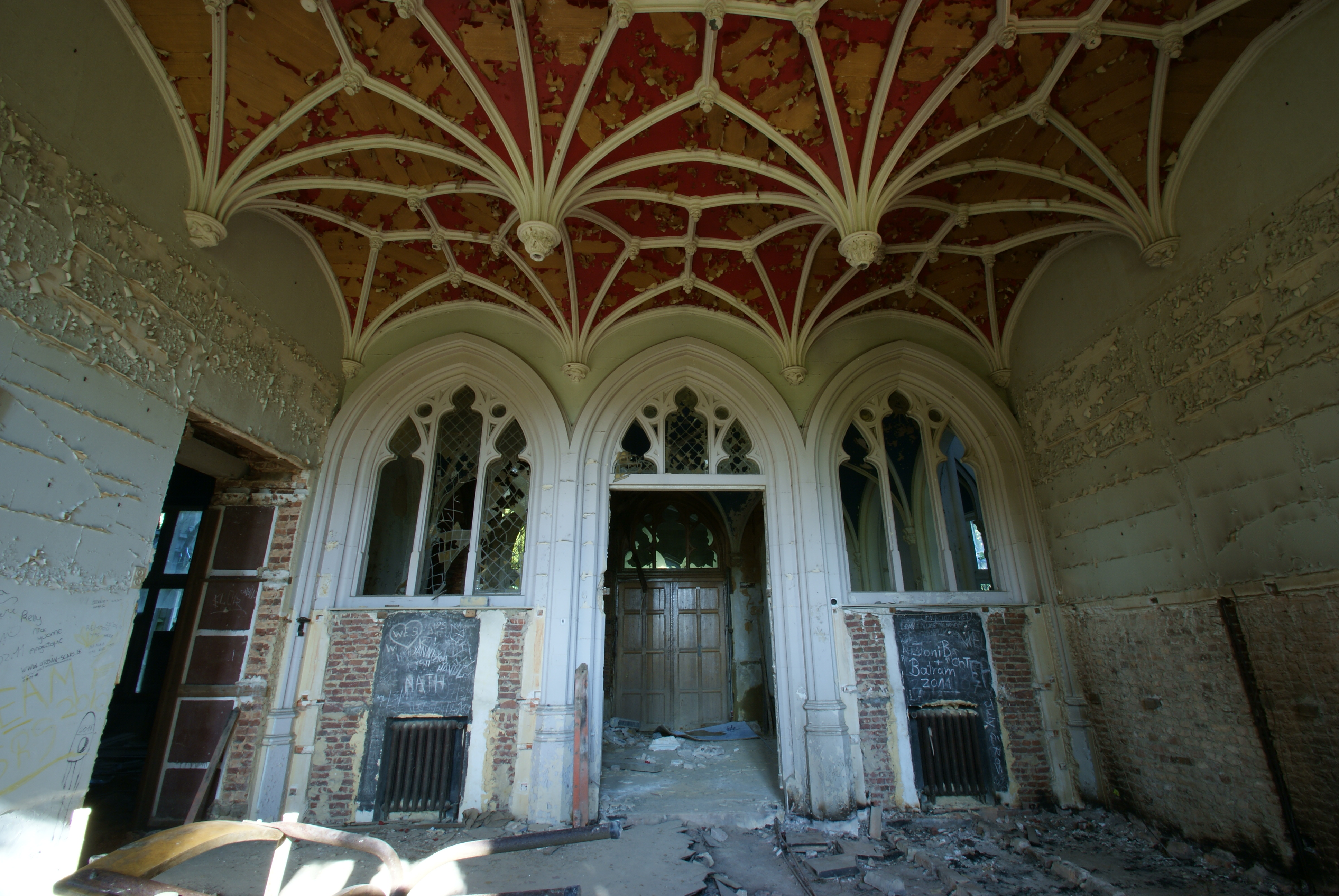
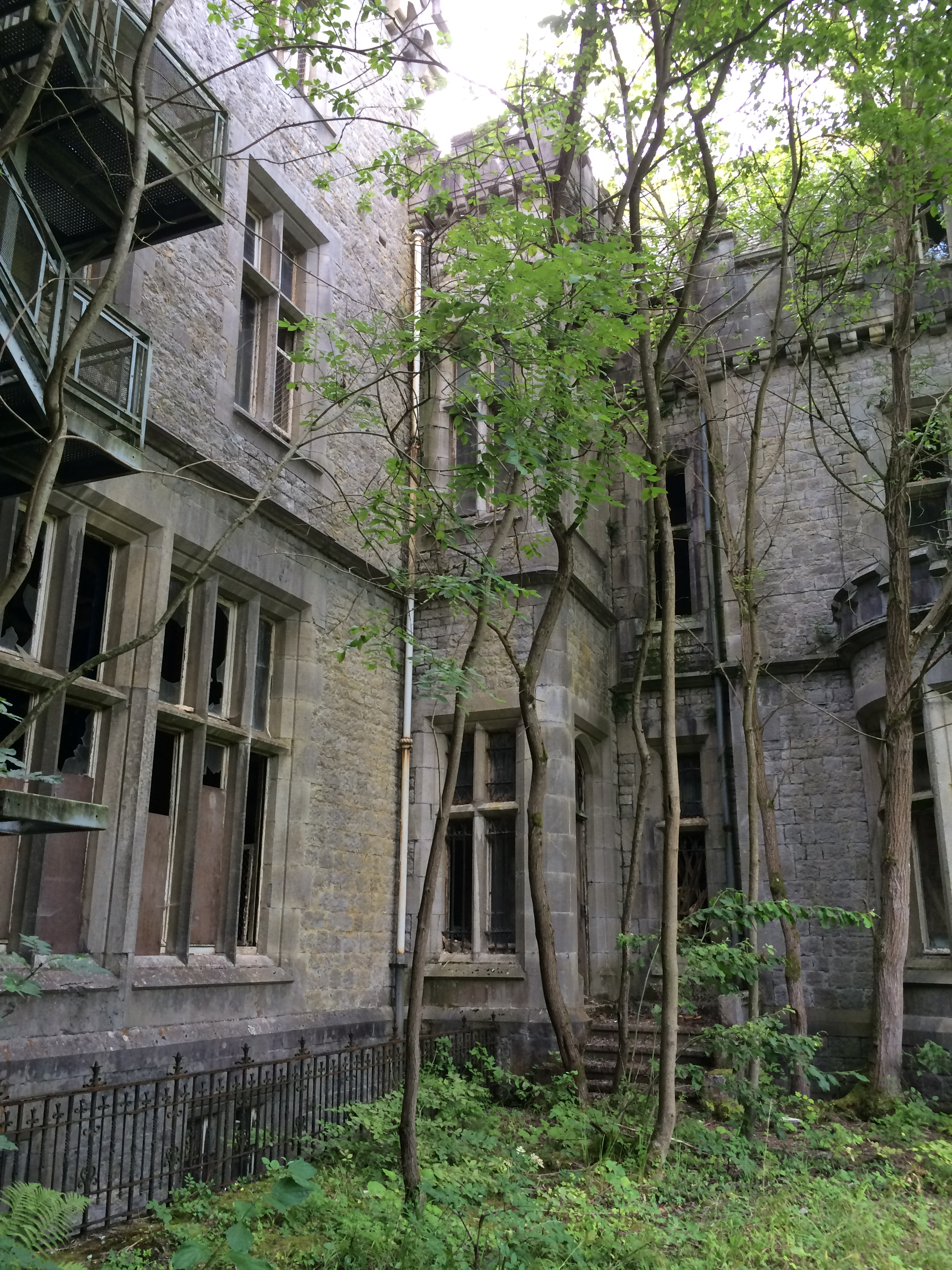